# قانون (فیلم ۱۹۸۷)
قانون (به هندی: Hukumat) یا حکومت فیلمی محصول سال ۱۹۸۷ و به کارگردانی آنیل شارما است. در این فیلم بازیگرانی همچون درمندرا، راتی آگنیهوتری، شامی کاپور، سادشیو آمرپورکار، پریم چوپرا، جوگال هانسراج، کی.ان. سینگ، باب کریستو، پاریکشیت سهنی، بینا بانرجی ایفای نقش کرده‌اند.